# Pascal Burri
Pour les articles homonymes, voir Burri.
Pascal Burri, né le 4 septembre 1965 à Neuchâtel, est un prêtre catholique suisse originaire de Neuchâtel, il a été chapelain de la garde suisse pontificale au Vatican de 2014 à 2015.

## Biographie
Originaire du canton de Berne, Pascal Burri est né le 4 septembre 1965 à Neuchâtel où il grandit. Il effectue un bachelor en histoire, littérature française et musicologie ainsi qu'une formation d'enseignant organiste avant d'entrer au séminaire diocésain en 1989. Il obtient une licence en sciences religieuses de l'université de Fribourg en 1994. Il est ordonné prêtre le 21 mai 1995 à la basilique Notre-Dame de Neuchâtel. Il exerce alors en tant que prêtre diocésain dans la paroisse de Bernex jusqu'en 1999 avant d'aller à Gruyères jusqu'en 2005 pour finalement rejoindre l'unité pastorale de Sainte-Thérèse et Saint-Laurent à Fribourg, Givisiez et Granges-Paccot,.
En parallèle de son activité de prêtre diocésain, Pascal Burri est aussi Aumônier militaire dans l'armée suisse de 1996 à 2004.
Le 28 juin 2014, le pape François le nomme chapelain de la garde suisse pontificale pour succéder à Alain de Raemy nommé évêque-auxiliaire du diocèse de Lausanne, Genève et Fribourg. Ce dernier ayant reçu la consécration épiscopale, et donc étant entré dans ses nouvelles fonctions, le 11 janvier 2014, c'est le père Markus Heinz qui a assuré l'intérim entre les deux romands. À propos de sa nomination, il explique n'avoir jamais postulé pour ce poste. C'est Alain de Raemy qui, connaissant sa précédente expérience d'aumônier militaire, le lui a proposé et ce dernier a accepté si l'ensemble de la CES acceptait de proposer son nom au pape. Il est entré en fonction le 1er septembre 2014 où il a reçu la charge des 110 gardes suisses formant le corps de cette armée à cette date.
Le Vatican n'était pas totalement inconnu à Pascal Burri avant qu'il ne soit aumônier de la garde suisse. Durant ces études, il effectue une année de théologie à l'université pontificale Saint-Thomas-d'Aquin ainsi que des travaux de recherche aux Archives secrètes du Vatican.
Le 31 août 2015, au cours d'une audience privée avec le pape François, Pascal Burri lui remet sa démission de chapelain de la garde, évoquant les difficultés linguistiques en allemand, le contraignant dans sa charge de chapelain.